# Ochthocosmus multiflorus
Ochthocosmus multiflorus är en tvåhjärtbladig växtart som beskrevs av Adolpho Ducke. Ochthocosmus multiflorus ingår i släktet Ochthocosmus och familjen Ixonanthaceae.

## Underarter
Arten delas in i följande underarter:
- O. m. angustifolius
- O. m. canaripoensis